# Piecek
Piecek – jezioro w Polsce w województwie warmińsko-mazurskim, w powiecie węgorzewskim, w gminie Pozezdrze.

## Położenie
Jezioro leży na Pojezierzu Mazurskim, w mezoregionie Wielkich Jezior Mazurskich, w dorzeczu Sapina–Węgorapa–Pregoła. Znajduje się około 14 km w kierunku południowo-wschodnim od Węgorzewa. Jezioro jest bezodpływowe, leży na północ od przysiółka Sapieniec.
Linia brzegowa miernie rozwinięta. Dno muliste. Brzegi gdzieniegdzie wysokie. W otoczeniu znajdują się pola i łąki.
Jezioro leży na terenie obwodu rybackiego jeziora Stręgiel w zlewni rzeki Węgorapa – nr 9, jego użytkownikiem jest Polski Związek Wędkarski. Znajduje się na terenie Obszaru Chronionego Krajobrazu Krainy Wielkich Jezior Mazurskich o łącznej powierzchni 85 527,0 ha.

## Morfometria
Według danych Instytutu Rybactwa Śródlądowego powierzchnia zwierciadła wody jeziora wynosi 23,6 ha. Średnia głębokość zbiornika wodnego to 2,3 m, a maksymalna – 8,4 m. Lustro wody znajduje się na wysokości 117,0 m n.p.m. Objętość jeziora wynosi 556,4 tys. m³. Maksymalna długość jeziora to 1100 m, a szerokość 280 m. Długość linii brzegowej wynosi 2650 m.
Inne dane uzyskano natomiast poprzez planimetrię jeziora na mapach w skali 1:50 000 według Państwowego Układu Współrzędnych 1965, zgodnie z poziomem odniesienia Kronsztadt. Otrzymana w ten sposób powierzchnia zbiornika wodnego to 20,0 ha, a wysokość bezwzględna lustra wody – 121,2 m n.p.m.

## Przyroda
W skład pogłowia występujących ryb wchodzą m.in. sandacz, szczupak, leszcz i lin. Roślinność przybrzeżna skąpa, dominuje trzcina, pałka i skrzyp. Wśród nielicznej roślinności zanurzonej występuje m.in. rogatek i wywłócznik, na południu zbiornika wodnego także osoka aloesowata.